# 大久保藤十郎
大久保 藤十郎（おおくぼ とうじゅうろう、天正5年〈1577年〉 - 慶長18年7月9日〈1613年8月24日〉）は、安土桃山時代から江戸時代初期にかけての武士、茶人。大久保長安の嫡男。正室は石川康長の娘。

## 生涯
天正5年（1577年）に、大久保長安の嫡男として誕生した。諱は不詳。関ヶ原の戦い後に、奈良奉行となる。慶長15年（1610年）10月には、稲富一夢理斎（祐直）より、稲富流炮術の皆伝を受けている。しかし、慶長18年（1613年）に実父・長安が生前に金山の統轄権を隠れ蓑に不正蓄財をしていたことが発覚、その上に藤十郎らも家康から命じられた父の不正蓄財調査を、若輩故の能力不足を理由に拒否した。
これに怒った家康は彼らを勘当して、小田原藩初代藩主・大久保忠隣の許に預けられ、同年7月9日、弟の外記(藤二郎）、青山成国（権之助）、雲十郎、藤五郎、権六郎、藤七郎と共に切腹となり、長安家は断絶した（大久保長安事件）。享年37歳。また正室の父・石川康長も連坐して改易され豊後国佐伯に配流。その弟の康勝、康次も後に改易となった。
古田織部より茶の湯の皆伝を受けた茶人でもあり、父長安は金製・銀製それぞれの台子飾り道具一式を所持していた。